# Margarida de Enghien
Margarida de Enghien(1365 - 1394), foi duquesa titular do Ducado de Atenas depois de 1394. 
Foi também a nona senhora do Senhorio de Argos e Náuplia, que governou conjuntamente com o seu marido Pedro Cornaro este estado cruzado, criado como feudo do Principado de Acaia. Foi antecedida por Luís de Enghien. A partir de desta data o senhorio passou ao controlo da República de Veneza.